# 张宝书
张宝书（1950年11月—），吉林省长春市人，原北京军区副司令员，第十一届全国人大代表，中将军衔。
张宝书毕业于中国人民解放军国防大学，曾担任过装甲兵技术学校校长，装甲兵工程学院副院长，总参谋部兵种部副部长等职。2003年任总参谋部军训和兵种部部长，2007年任北京军区参谋长。2010年12月起任北京军区副司令员。
1998年晋升中国人民解放军少将，2009年晋升中国人民解放军中将。